# 普林岑魏爾湖

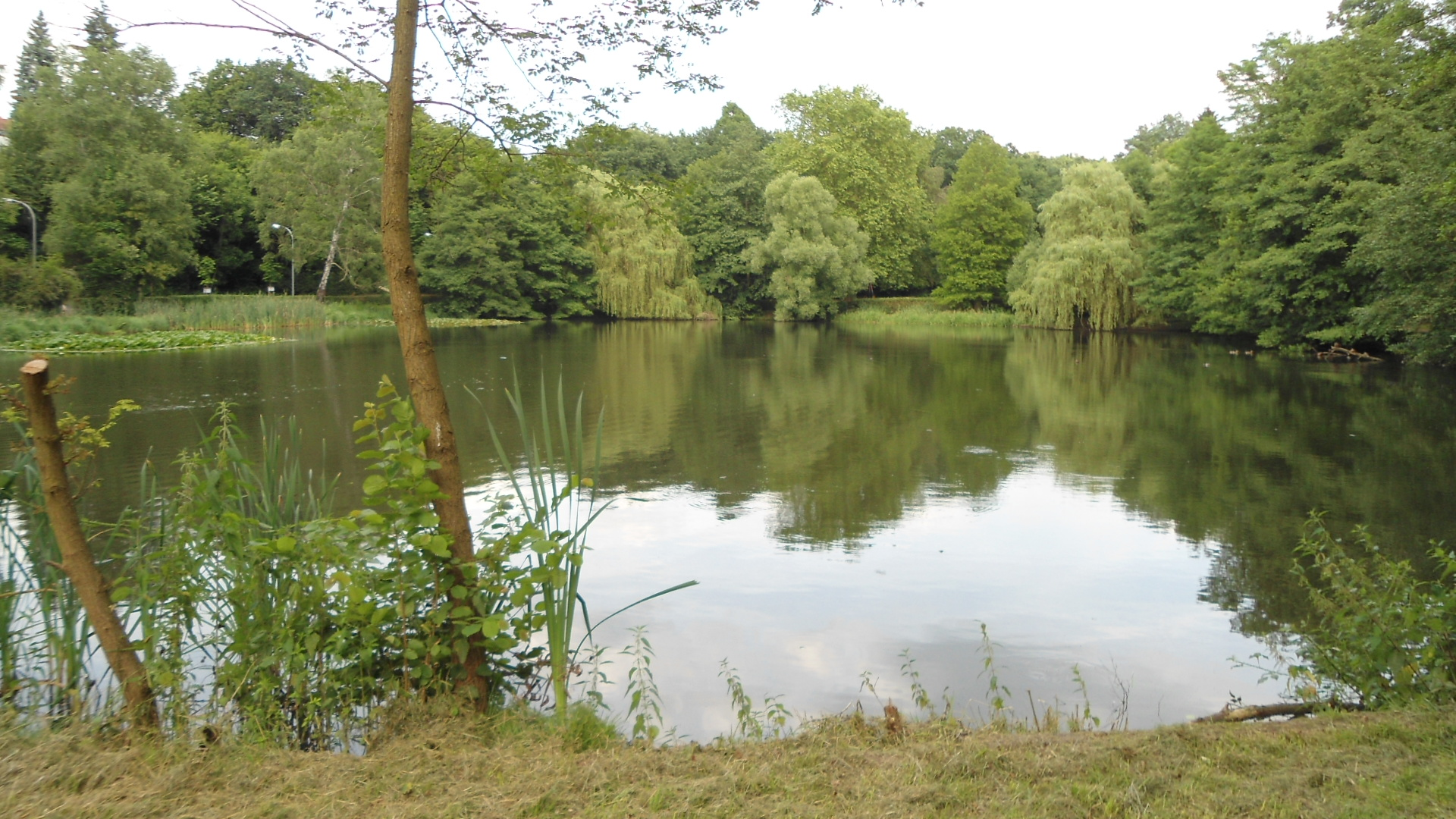

49°14′37.1″N 7°0′46.5″E / 49.243639°N 7.012917°E
普林岑魏爾湖（德語：Prinzenweiher），是德國的湖泊，位於該國西南部，由薩爾蘭州負責管轄，處於薩爾布魯根，長0.1公里、寬0.1公里，面積0.01平方公里，湖岸線長度0.5公里。